# Macroglossum affictitia
Macroglossum affictitia là một loài bướm đêm thuộc họ Sphingidae.